# (5763) 1982 MA
(5763) 1982 MA (1982 MA, 1990 QS5) — астероїд головного поясу.
Тіссеранів параметр щодо Юпітера — 3,474.